# Cantharis pakistana
Cantharis pakistana es una especie de coleóptero de la familia Cantharidae.

## Distribución geográfica
Habita en Pakistán.